# Katastrofa lotu Lufthansa 527
Katastrofa lotu Lufthansa 527 – katastrofa lotnicza, która wydarzyła się 26 lipca 1979 roku. Towarowy Boeing 707 należący do Lufthansa Cargo rozbił się o zbocze góry nieopodal Rio de Janeiro. W wypadku zginęła cała załoga.

## Samolot
Samolotem, który uległ katastrofie był 9-letni Boeing 707-330C o numerze rejestracyjnym D-ABUY, należący do niemieckich linii lotniczych Lufthansa.

## Przebieg wypadku
Samolot wystartował z pasa startowego nr 27 portu lotniczego Rio De Janeiro o 21:27 czasu lokalnego. Samolot długo utrzymywał wysokość 2000 stóp. Kontroler zauważył, że samolot zdecydowanie przekracza maksymalną prędkość poniżej 10 000 stóp (maszyna leciała z prędkością 304 węzłów, a maksymalną była 250). W wyniku dużego ruchu lotniczego wokół Rio, kontroler nie skupił się na locie 527, który zszedł z kursu. Kontroler nakazał załodze zakręcić na kurs 140 i zwiększyć prędkość wznoszenia. Nagle w kokpicie uruchomił się alarm o bliskości ziemi. Samolot zderzył się z górą i zostawił za sobą 800-metrowy ślad szczątków. Zginęli wszyscy piloci.

## Przyczyny
Przyczyną katastrofy był brak koordynacji kontrolerów ruchu lotniczego na lotnisku w Rio de Janeiro, którzy byli zajęci dużym ruchem, w wyniku czego samolot znajdował się zbyt długo na niskiej wysokości.